# Cis (操盤手)
Cis（本名：森貴義，1979年3月—）是日本的散戶投資人。

## 簡介
2000年，在就讀法政大學工學系四年級時，用300萬日圓的本金開始進行股票投資 。交易風格屬於短期交易手法，包括當日沖和波段交易。資產曾一度降到104萬日圓，但自從將投資手法從長期投資改成短期交易後，資產就大幅增加。他經常在電子布告欄上發表「挑釁式發言」，因此在日本的當沖交易者之間打開知名度 。
2005年在Jcom股票交易失誤事件中，買進3300股的Jcom股票後，10分鐘便賣出，約賺入了6億日圓 。
2013年約買賣了1兆7000億日圓的日本股票，約占當年度東京證券交易所散戶投資人全部交易額的5% 。

## 軼聞
與同為散戶投資人的B．N．F在2003年冬天的2ch線下聚會中見面 ，之後曾在雜誌的企畫中進行過對談。目前唯一在電視上露面的演出，是2011年時在「笑笑也可以」這個節目中登場。

## 資產動向
2002年到2005年之間，資產增加了一千倍，其後則是以年增長率17%左右的速度持續增加  。剛開始他只做短期投資，但從2013年開始，也慢慢將資金投入長期投資，持有40億日圓的東京電力債 。同時也有進行不動產投資，在世界金融危機、全球股市下跌的時候，用10億日圓買入兩棟大樓 。在短期投資方面，由於資產膨脹，因此他主要投資目標為總市值較高的大型股或期貨選擇權  。
| 2000年 | 104萬日元  |  |
| 2001年 | 800萬日元  |  |
| 2002年 | 300萬日元  |  |
| 2003年 | 6000萬日元 |  |
| 2004年 | 3億日元    |  |
| 2005年 | 30億日元   |  |
| 2006年 | 42億日元   |  |
| 2007年 | 50億日元   |  |
| 2010年 | 100億日元  |  |
| 2013年 | 120億日元  |  |
| 2014年 | 160億日元  |  |
| 2015年 | 200億日元  |  |
| 2018年 | 230億日元  |  |

## 著作
- “主力的思維：日本神之散戶cis，發一條推特就能撼動日經指數”（ KADOKAWA 2018 年 12 月） ISBN 978-4041069691

## 註解
1. 1 2 3   cis『一人の力で日経平均を動かせる男の投資哲学』角川書店
2. 1 2 3 4 5 6 7  . 扶桑社. 2013. ISBN 978-4594608521.
3. ↑  . ブルームバーグ 日本語版. 2015-08-28  [2016-12-24]. （原始内容存档于2022-01-20）.
4. 1 2  1000億円目指すデイトレーダーＣＩＳ－コツはゲームで学んだ ブルームバーグ 日本語版2014年9月26日
5. 1 2  「ダイヤモンドZAi 2007年10月号」
6. ↑  . Bloomberg Marckets. 2014-09-16  [2016-12-24]. （原始内容存档于2021-07-09）.
7. ↑  {\displaystyle ((230/30)^{\frac {1}{2018-2005}}-1)\times 100}
8. 1 2  . 日本経済新聞　電子版. 2015-03-17  [2016-12-24]. （原始内容存档于2021-08-03）.
9. 1 2 3 4 5 6 7 8  「ダイヤモンドZAi 2007年10月号」
10. ↑  . 週刊ポスト！2015年9/18号.

## 外部連結
- cis@株 先物 FX 仮想通貨 リネレボ的X（前Twitter）